# جاد المالح
جاد اِلمالِح (عربی: جاد المالح؛ زاده ۱۹ آوریل ۱۹۷۱ در کازابلانکا) یک هنرپیشه مراکشی-کانادایی است.

## فیلم‌شناسی
فهرست برخی از فیلم‌هایی که جاد المالح در آنها به ایفای نقش پرداخته است:
- نیمه‌شب در پاریس
- بچه‌های پاریس
- شوشو
- گرانبها
- بدل
- حالت نیلی
- سرمایه
- هیولایی در پاریس
- ماجراهای تن‌تن
- شادی هرگز به تنهایی نمی‌آید
- پاتایا